# Navaconcejo
Navaconcejo ist ein spanischer Ort und eine Gemeinde (municipio) mit 2.044 Einwohnern (Stand: 2024) in der Provinz Cáceres in der autonomen Gemeinschaft Extremadura. 

## Lage und Klima
Navaconcejo liegt knapp 110 km (Fahrtstrecke) nordnordöstlich der Provinzhauptstadt Cáceres in einer Höhe von ca. 455 m. Der Ort liegt im Valle de Jerte und unmittelbar am Río Jerte.

## Bevölkerungsentwicklung
| Jahr      | 1900 | 1950 | 1970 | 1981 | 1991 | 2001 | 2011 | 2021 |
| Einwohner | 1260 | 2369 | 2101 | 2000 | 2152 | 1978 | 2031 | 2035 |

Die Mechanisierung der Landwirtschaft und die Aufgabe bäuerlicher Kleinbetriebe („Höfesterben“) haben zu einer Abwanderung vieler Menschen in die Städte geführt.

## Wirtschaft
Die Landwirtschaft incl. der Viehzucht (ganadería) bildet die Wirtschaftsgrundlage der Gemeinde; infolgedessen haben sich einige kleinere verarbeitende Betriebe angesiedelt.

## Sehenswürdigkeiten
- Ruinen des Franziskanerkonvents Santa Cruz von Tabladilla
- Kirche Mariä Himmelfahrt
- Gregoriuskapelle
- Christuskapelle